# Mons-en-Pévèle
Mons-en-Pévèle är en kommun i departementet Nord i regionen Hauts-de-France i norra Frankrike. Kommunen ligger i kantonen Pont-à-Marcq som tillhör arrondissementet Lille. År 2022 hade Mons-en-Pévèle 2 077 invånare.

## Befolkningsutveckling
Antalet invånare i kommunen Mons-en-Pévèle
| Referens: INSEE |